# The Vyne
The Vyne è una casa di campagna inglese del XVI secolo situata nei pressi di Sherborne St John, nella contea inglese dell'Hampshire, vicino a Basingstoke, classificata tra gli edifici di primo grado.

## Storia

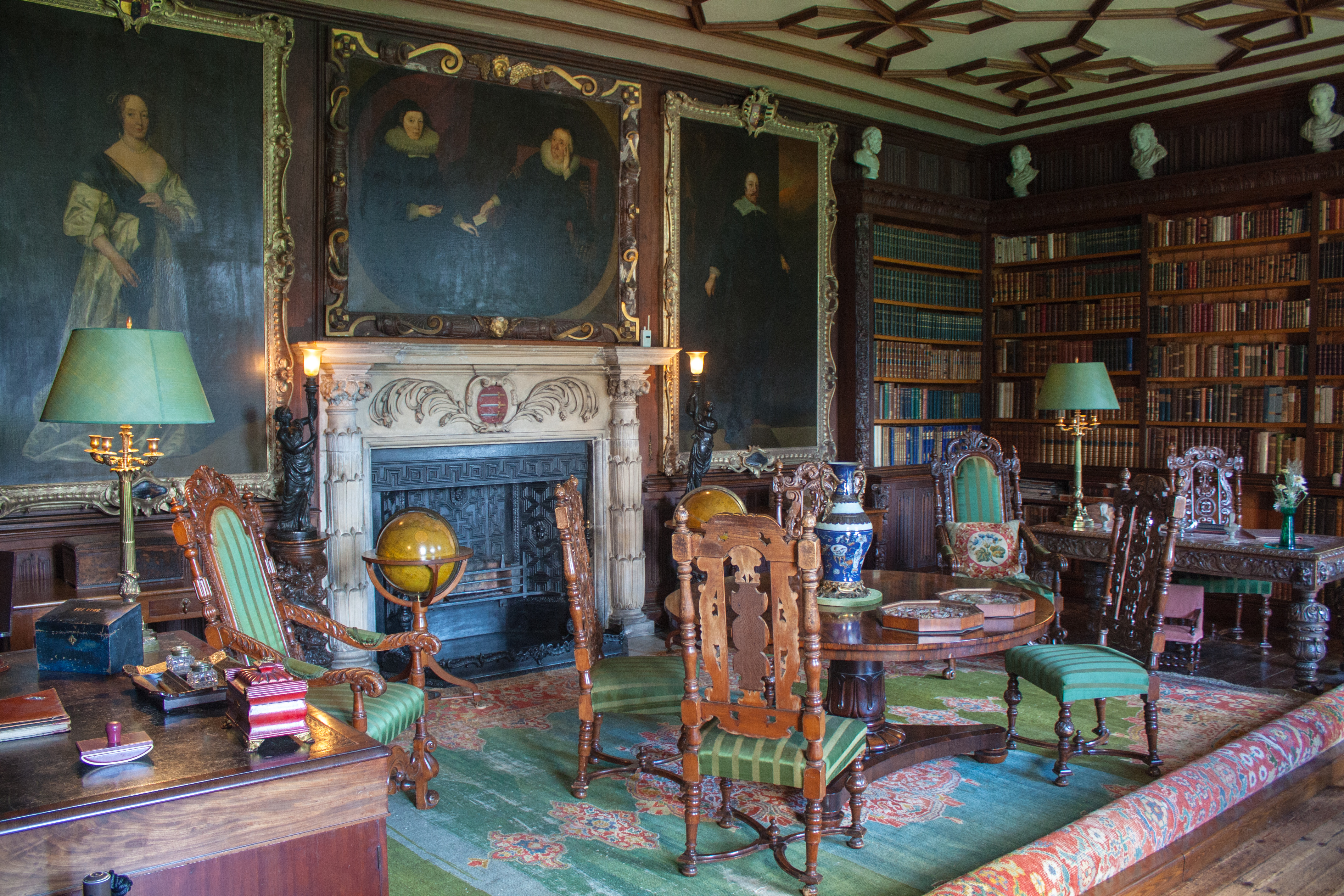
L'interno della biblioteca.

The Vyne appare per la prima volta nelle cronache nel 1362 come maniero della famiglia Fyffhide, la quale nel 1386 lo vendette alla famiglia Sandys, che creò una riserva per la caccia al cervo nella zona nord-orientale del parco odierno. La casa padronale oggi esistente fu costruita tra il 1518 e il 1527 per Lord Sandys, I barone Sandys, Lord ciambellano di re Enrico VIII. Della casa originale di Lord Sandys, realizzata in stile Tudor, rimane sostanzialmente una struttura a forma di U a due piani, con torri a tre piani agli angoli esterni e una cappella ricca di vetrate annessa sul lato est. Nel 1653, il sesto barone Sandys vendette la tenuta a Chaloner Chute, un avvocato e uomo politico che nel 1654 diede mandato a John Webb, allievo del famoso architetto Inigo Jones, di realizzare il portico in stile neoclassico presente davanti alla facciata nord, il primo di questo tipo in tutta l'Inghilterra, avente una trabeazione in legno e quattro colonne, le due interne di sezione circolare e le due esterne di sezione quadrata, con capitello corinzio. A metà del XVIII secolo, The Vyne era diventata di proprietà di John Chaloner Chute, un amico intimo di Horace Walpole, che progettò e fece aggiungere la scalinata palladiana, la cui magnificenza ne maschera in qualche modo le ridotte dimensioni.
Nel 1827, The Vyne fu ereditata da William Lyde Wiggett Chute dal reverendo Thomas Vere Chute. Chute si ritirò a vivere nella casa di campagna sin dalla morte di sua moglie Elizabeth, avvenuta nel 1842, e ci restò fino al 1879, anno della sua morte. Durante questi 37 anni, egli apportò molte migliorie alla tenuta e in particolar modo alle sue vie di accesso, che erano note per essere di qualità piuttosto scadente. Nel XVIII secolo Horace Walpole le aveva descritte come così in cattive condizioni che la casa "deve essere raggiunta con i trampoli". Tali migliorie furono descritte in diversi articoli che lo stesso Chute scrisse per la rivista della Royal Agricultural Society of England.
L'ultimo proprietario di The Vyne appartenente alla famiglia Chute fu Sir Charles Chute, il quale alla sua morte, nel 1956, lasciò in eredità la tenuta al National Trust for Places of Historic Interest or Natural Beauty in 1956. Così, il 26 aprile 1957 The Vyne fu classificata tra gli edifici storici di primo grado.
Negli anni la casa è stata ristrutturata e utilizzata dal National Trust per visite guidate e per l'allestimento di mostre. Uno degli ultimi restauri ha coinvolto il tetto della casa: iniziato nel 2016, il progetto di restauro è costato 5,4 milioni di sterline e ha permesso una completa riapertura dell'edificio nell'ottobre del 2018.
Nel 2018, i curatori della casa hanno poi intrapreso un progetto durato sei mesi di restauro e catalogazione di 2 500 dei volumi custoditi nella biblioteca di The Vyne, scoprendo anche diversi autografi e scarabocchi vecchi di secoli tra le pagine dei libri.

## La tenuta

### Gli interni

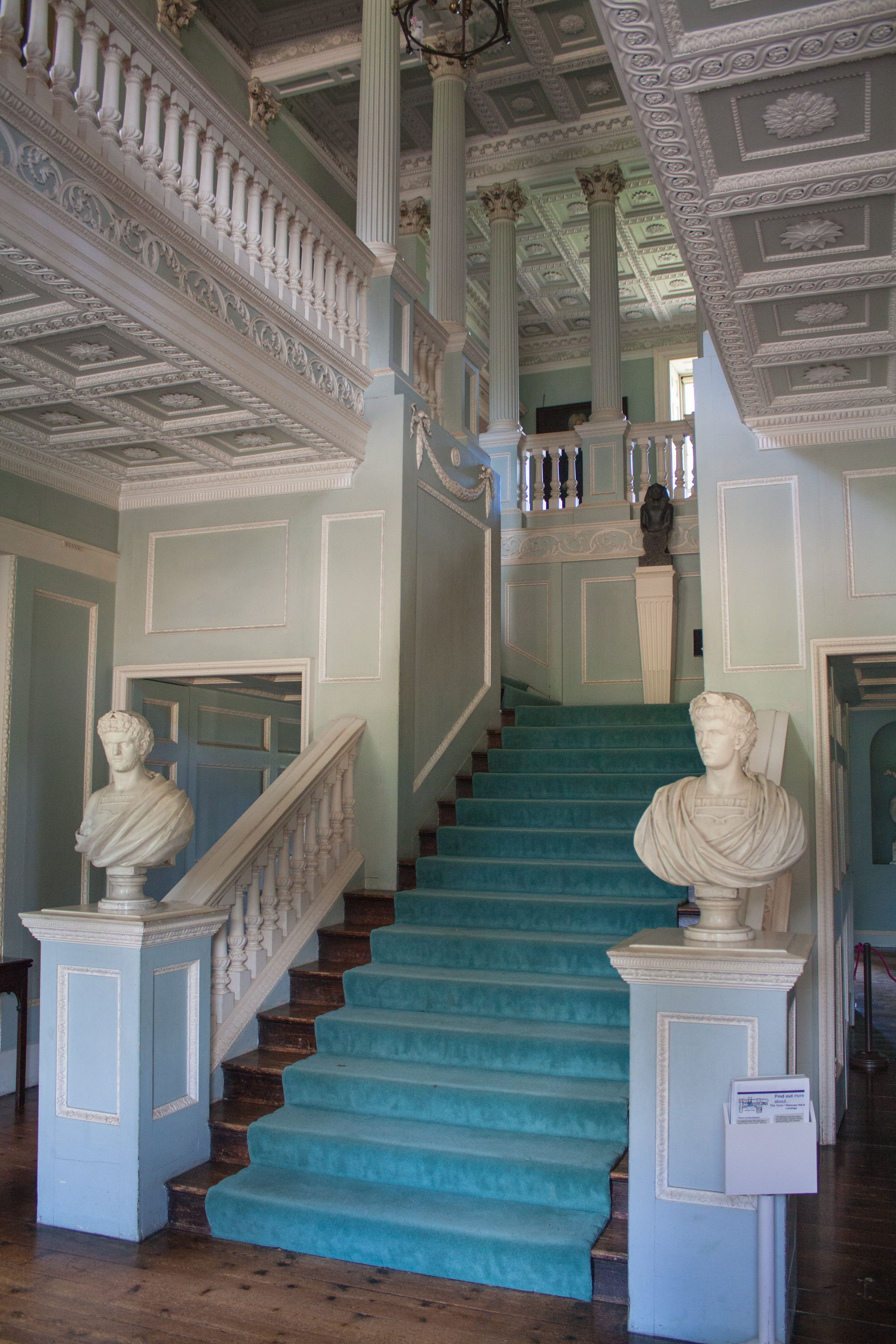
La scalinata principale dell'edificio

L'ingresso principale dell'edificio si trova nell'ala sud, sul lato ovest. Dopo il vestibolo si trova la cosiddetta "Stone Gallery", che contiene un medaglione raffigurante l'imperatore romano Probo, un'opera di Giovanni da Maiano realizzata intorno al 1521. Le altre tre sale del pianoterra, ossia il salotto nell'ala nord, la sala delle stampe e la sala da pranzo, hanno soffitti in stile rococò del XVIII secolo. Di particolare interesse è la già citata scalinata in stile palladiano progettata dal proprietario di casa stesso, John Chaloner Chute. L'architettura di John Chute divenne anche il modello per alcune parti della villa di Strawberry Hill di proprietà di Horace Walpole, IV conte di Orford. Tra l'altro, la stanza in cui Walpole dimorava nei suoi soggiorni a The Vyne era chiamata proprio "salone delle fragole" ("Strawberry Parlour").
Al piano superiore, è presente una galleria lunga oltre 20 m che si estende su tutto il lato ovest dell'edificio e che, secondo lo storico dell'architettura Mark Girouard, è la più antica del suo genere in Inghilterra. Essa contiene ancora i pannelli originali, oltre quattrocento, in rovere intagliato, che possono essere datati tra il 1522 e il 1528 a causa di due caratteristiche: le incisioni includono lo stemma londinese di Cuthbert Tunstall, realizzato nel 1522, quindi i pannelli non possono essere più vecchi, e in alcune è ancora presente lo stemma del cardinale Thomas Wolsey, il quale cadde in disgrazia con Enrico VIII nel 1528, anno dopo il quale nessuno avrebbe osato usare il suo emblema. Sempre al piano superiore sono poi presenti, oltre alle stanze private, la sala degli arazzi e la biblioteca.

### Gli esterni

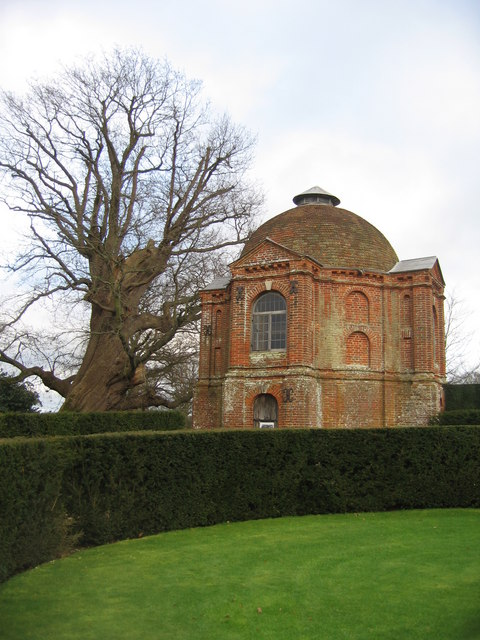
La casa estiva con la Hundred Guinea Oak.

La proprietà comprende oltre 450 ettari di terreno, la maggior parte dei quali costituiti da terreni agricoli. Il parco e i giardini sono stati riprogettati più volte; con il parco faunistico medievale che fu in seguito utilizzato per l'agricoltura, mentre i giardini creati nel XVI e nel XVII secolo furono convertiti in parco paesaggistico nel XVIII secolo.
A nord-est della casa padronale si trovano le scuderie, alcune delle quali risalgono al XVI e al XVII secolo e che assunsero la loro forma attuale nel XIX secolo.
Il giardino di circa 10 ettari si estende a ovest, nord e nord-est della casa. Di fronte alla facciata nord-ovest, un prato si estende fino a raggiungere un lago dalla forma allungata che era attraversato da un ponte di ferro, costruito nel XIX secolo sulle fondamenta di un ponte più vecchio, che è stato distrutto da una tempesta nel 1986 e non è stato ancora restaurato. A nord-ovest della casa si trova un giardino fiorito circondato da siepi di tasso che è stato restaurato nel 1997-98. Nel XVII secolo, qui furono costruite due case estive in mattoni, una delle quali è giunta fino ai giorni nostri. L'edificio, in stile edoardiano, ha una pianta cruciforme e si estende su due piani; progettato da John Webb e in origine riccamente decorato con stucchi e dipinti, esso fu utilizzato all'inizio come casa estiva e in seguito fu adibito a colombaia. Accanto alla casa estiva si trova una quercia secolare, di età probabilmente superiore a 600 anni, chiamata "Hundred Guinea Oak", per il cui legno, secondo la tradizione, un commerciante di legname avrebbe offerto a William John Chute 100 ghinee. Un sentiero lungo circa 100 m, affiancato da tigli piantati intorno al 1880, conduce dalla casa estiva a un orto giardino con alberi da frutto e una storica serra in vetro oggi restaurata, già menzionata nel XVIII secolo.

## Il Signore degli Anelli

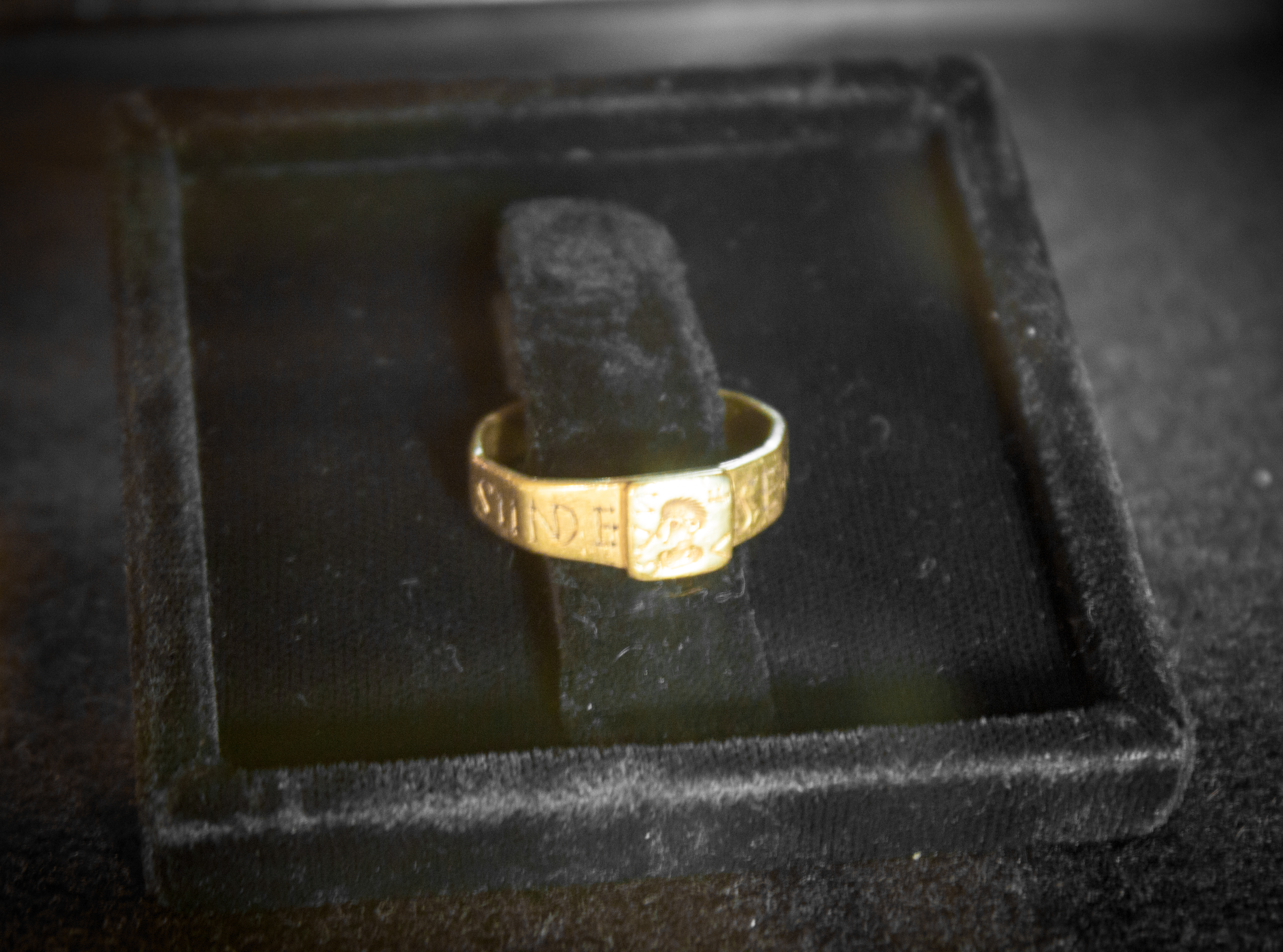
L'anello di Silvianus.

Tra i vari oggetti custoditi a The Vyne c'è un anello d'oro risalente al IV secolo, conosciuto come anello di Silvianus. L'anello è stato scoperto da un contadino nel 1785 nel campo di una fattoria vicino a Silchester, una città di origine romana, sito di molte scoperte archeologiche, e si ritiene che il suo scopritore lo abbia poi venduto a qualcuno della famiglia Chute, anche se non si sa bene a quale di essi. Secondo quanto ritenuto da diversi archeologi, l'anello è collegato a una lamina in piombo che riporta una maledizione, una defixio, ritrovata a poco più di 100 km di distanza all'inizio del XIX secolo. È noto che Mortimer Wheeler, l'archeologo che nel 1929 ipotizzò per primo la connessione dei due oggetti, chiese in seguito a J. R. R. Tolkien, noto studioso della lingua anglosassone, un commento sulla sua ipotesi e su un'ulteriore connessione con una miniera poco distante che la leggenda voleva esser stata scavata da un popolo di nani. Poco tempo dopo Tolkien iniziò la stesura de Il Signore degli Anelli e c'è quindi chi pensa che l'Unico Anello, oggetto centrale del romanzo, sia stato ispirato proprio dall'anello di Silvianus, il quale è stato esposto per la prima volta al pubblico nel 2013 in una mostra a lui dedicata proprio a The Vyne.